# Rhyacophila aureostigma
Rhyacophila aureostigma är en nattsländeart som beskrevs av Schmid 1970. Rhyacophila aureostigma ingår i släktet Rhyacophila och familjen rovnattsländor. Inga underarter finns listade i Catalogue of Life.